# David Armstrong-Jones
Pour l’article homonyme, voir Snowdon.
David Armstrong-Jones, 2e comte de Snowdon, né le 3 novembre 1961 à Londres, est un membre de la famille royale britannique et créateur de meubles contemporains. Dans cette activité, il est davantage connu sous le nom de David Linley.

## Biographie
David Albert Charles Armstrong-Jones est né le 3 novembre 1961, à Clarence House. Il est l'aîné et l'unique fils de la princesse Margaret, sœur cadette de la reine Élisabeth II, et du photographe Antony Armstrong-Jones, titré 1er comte de Snowdon. Il est le quatrième petit-enfant du roi George VI et de son épouse « la reine-mère », Elizabeth Bowes-Lyon. 
Il a une sœur cadette, Lady Sarah, ainsi que trois demi-frères et sœurs des autres unions de son père.
Il est l'unique neveu de la reine Élisabeth II, qui est par ailleurs sa marraine. En 2021, lors des funérailles du prince Philip, il compte avec sa sœur Sarah parmi les trente membres de la famille les plus proches et suit le cercueil jusqu'à la Chapelle Saint-Georges de Windsor, accompagné des enfants, petits-enfants et gendre du prince.
David est le parrain de la princesse Beatrice, fille aînée du prince Andrew.
À sa naissance, il était 5e dans l'ordre de succession au trône britannique. Depuis 2025, il y est à la 26e place.

## Titulature
Conformément aux usages de la noblesse anglaise, il prend à sa naissance le premier titre subsidiaire de son père et est appelé « vicomte Linley ». En 2017, à la mort de son père, il devient le 2e comte de Snowdon. Ses enfants ont droit aux titres de Lord et de Lady.
- 3 novembre 1961 – 13 janvier 2017 : Vicomte Linley
- depuis le 13 janvier 2017 : Le très honorable comte de Snowdon

Il porte les titres de comte de Snowdon, vicomte Linley, de Nymans dans le comté de Sussex,.

## Famille et descendance
Le 8 octobre 1993, il épouse Lady Serena Alleyne Stanhope, fille de Charles Stanhope, 12e comte de Harrington, et de Virginia Freeman-Jackson. De cette union sont issus :
- Lord Charles Patrick Inigo Armstrong-Jones, vicomte Linley, né le 1er juillet 1999, 27e dans l'ordre de succession au trône britannique ;
- Lady Margarita Elizabeth Rose Alleyne Armstrong-Jones, née le 14 mai 2002, 28e dans l'ordre de succession au trône britannique.

Le comte de Snowdon et sa femme Serena annoncent leur divorce le 17 février 2020 après plus de 25 ans de mariage.
Le comte de Snowdon est, depuis son divorce, en couple avec l'experte chez Christie's Isabelle Chopin de La Bruyère, âgée d'une cinquantaine d'années, spécialiste de l’art ottoman et de l’orientalisme, et issue d’une vieille famille française protestante du Sud-Ouest. Elle est l’arrière-petite-fille du général de division Étienne Chopin de La Bruyère et du pionnier de l’aéronautique Louis-Charles Breguet. Ils officialisent leur relation le 19 juin 2025, en apparaissant publiquement ensemble en tribunes du Royal Ascot.

## Activités

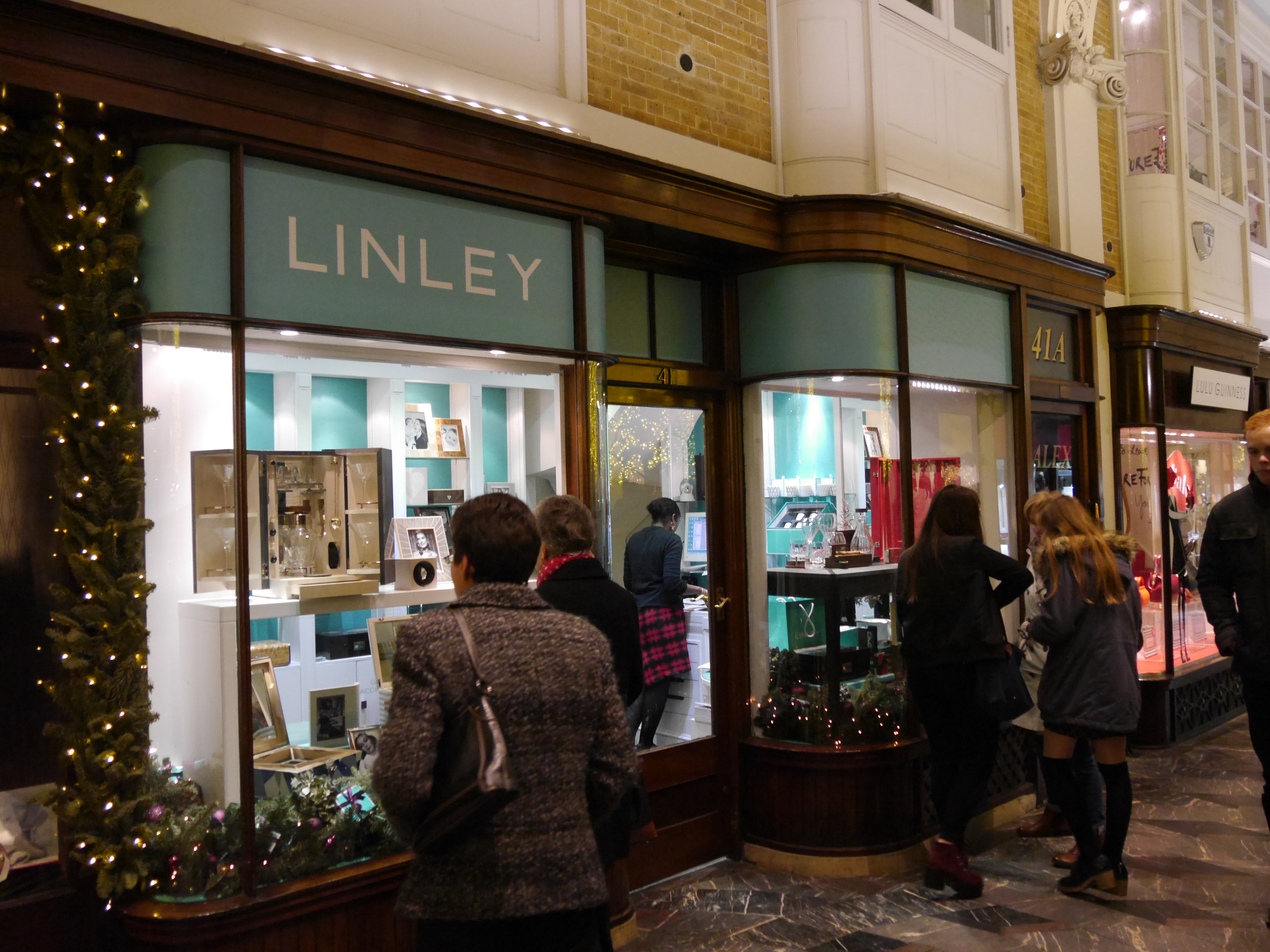
La boutique Linley de Burlington Arcade en décembre 2015.

David Armstrong-Jones s'est spécialisé dans la conception et la réalisation de mobilier contemporain. En 1985, il ouvre une boutique dans le quartier de Chelsea à Londres pour vendre ses créations sous le nom de David Linley. Elles s'inspirent de la période Art-déco et de la marqueterie traditionnelle. En 2017, son entreprise a été rebaptisée « Linley ». Il démissionne de ses fonctions en novembre 2022.
Expert reconnu en la matière, il est devenu directeur de Christie's à Londres en 2006 et a écrit plusieurs ouvrages sur les meubles et l'ébénisterie. 
Le comte de Snowdon a longtemps été une figure de la jet-set londonienne, et la cible des paparazzi.